# Zyprischer Fußballpokal 1970/71
Der Zyprische Fußballpokal 1970/71 war die 29. Austragung des zyprischen Pokalwettbewerbs. Er wurde vom zyprischen Fußballverband ausgetragen. Das Wiederholungsfinale fand am 6. Juni 1971 im GSP-Stadion von Nikosia statt.
Pokalsieger wurde Anorthosis Famagusta. Das Team setzte sich im zwei Finalspielen gegen Omonia Nikosia durch. Im ersten Endspiel konnte nach dem 1:1 kein Sieger ermittelt werden. Anorthosis qualifizierte sich durch den Sieg für den Europapokal der Pokalsieger 1971/72.
Alle Begegnungen wurden in einem Spiel ausgetragen. Bei unentschiedenem Ausgang wurde das Spiel um zweimal 15 Minuten verlängert. Stand danach kein Sieger fest, folgte ein Wiederholungsspiel auf des Gegners Platz. Endete auch dies unentschieden, gab es eine Verlängerung und gegebenenfalls ein Elfmeterschießen.

## Teilnehmer
| First Division (12)                                                                                 | First Division (12) | Second Division (4)                                             |
| --------------------------------------------------------------------------------------------------- | --- | --------------------------------------------------------------- |
| - Alki Larnaka - AEL Limassol - Anorthosis Famagusta - APOEL Nikosia - Apollon Limassol - ASIL Lysi | - Digenis Akritas Morphou - Enosis Neon Paralimni - Nea Salamis Famagusta - Olympiakos Nikosia - Omonia Nikosia - Pezoporikos Larnaka | - APOP Paphos - Aris Limassol - AEM Morphou - Othellos Athienou |

## 1. Runde
| Datum      |                         | Ergebnis  |                       |
| ---------- | ----------------------- | --------- | --------------------- |
| 01.05.1971 | Aris Limassol           | 3:0       | AEM Morphou           |
| 01.05.1971 | Olympiakos Nikosia      | 6:1       | ASIL Lysi             |
| 02.05.1971 | Anorthosis Famagusta    | 3:1       | AEL Limassol          |
| 02.05.1971 | Apollon Limassol        | 1:2       | Alki Larnaka          |
| 02.05.1971 | APOP Paphos             | 2:3       | APOEL Nikosia         |
| 02.05.1971 | Digenis Akritas Morphou | 1:1 n. V. | Nea Salamis Famagusta |
| 02.05.1971 | Omonia Nikosia          | 3:0       | Pezoporikos Larnaka   |
| 02.05.1971 | Enosis Neon Paralimni   | 3:0       | Othellos Athienou     |

### Wiederholungsspiel
| Datum      |                       | Ergebnis |                         |
| ---------- | --------------------- | -------- | ----------------------- |
| 05.05.1971 | Nea Salamis Famagusta | 1:0      | Digenis Akritas Morphou |

## Viertelfinale
| Datum      |                       | Ergebnis  |                       |
| ---------- | --------------------- | --------- | --------------------- |
| 15.05.1971 | Alki Larnaka          | 0:1       | Enosis Neon Paralimni |
| 15.05.1971 | APOEL Nikosia         | 2:0       | Aris Limassol         |
| 16.05.1971 | Olympiakos Nikosia    | 1:2       | Omonia Nikosia        |
| 16.05.1971 | Nea Salamis Famagusta | 0:0 n. V. | Anorthosis Famagusta  |

### Wiederholungsspiel
| Datum      |                      | Ergebnis |                       |
| ---------- | -------------------- | -------- | --------------------- |
| 19.05.1971 | Anorthosis Famagusta | 2:1      | Nea Salamis Famagusta |

## Halbfinale
| Datum      |                       | Ergebnis |                |
| ---------- | --------------------- | -------- | -------------- |
| 23.05.1971 | Anorthosis Famagusta  | 4:1      | APOEL Nikosia  |
| 23.05.1971 | Enosis Neon Paralimni | 1:4      | Omonia Nikosia |

## Finale
| Paarung              | Omonia Nikosia – Anorthosis Famagusta |
| Ergebnis             | 1:1 n. V. (1:1, 1:1) |
| Datum                | 30. Mai 1971 |
| Stadion              | GSP-Stadion, Nikosia |
| Tore                 | 1:0 Sotiris Kaiafas (22.) 1:1 Christos Soleas (28.) |
| Omonia Nikosia       | Dimos Eleftheriadis – Kattos, Antonakis Tsaklis – Loukas, Pavlos Drakos, Chrysostomos Antoniou – Giorgos Tselepis (Mitsios), Kathitziotis (Siakolas), Sotiris Kaiafas, Nikos Charalambous, Andreas Kanaris |
| Anorthosis Famagusta | Fanos Stylianou – Giannis Mertakkas, Andreas Chatzigiannis – Tofis (Vasos Larkou), Dimitris Sialis, Theoharidis (Karas) – Christos Soleas, Mantis, Antonakis Kafas, Kokkinis, Giorgos Panagidis            |

### Wiederholungsspiel
| Paarung              | Anorthosis Famagusta – Omonia Nikosia |
| Ergebnis             | 1:0 n. V. |
| Datum                | 6. Juni 1971 |
| Stadion              | GSP-Stadion, Nikosia |
| Tore                 | 1:0 Giorgos Panagides (104.) |
| Anorthosis Famagusta | Fanos Stylianou – Giannis Mertakkas, Andreas Chatzigiannis – Vasos Larkou, Dimitris Sialis, Theoharidis – Christos Soleas, Mantis, Antonakis Kafas, Kokkinis, Panagidis               |
| Omonia Nikosia       | Dimos Eleftheriadis – Kattos, Antonakis Tsaklis – Loukas, Pavlos Drakos, Chrysostomos Antoniou – Giorgos Tselepis, Kathitziotis, Sotiris Kaiafas, Nikos Charalambous, Andreas Kanaris |